# Bobul et Schnouf
Bobul et Schnouf est une série de bande dessinée franco-belge humoristique de Guy Counhaye.

## Synopsis
Bobul vient de la planète Titanon. Il découvre la Terre avec son meilleur ami un chien terrien nommé Schnouf. 

## Personnages
- Bobul est un E.T. il vient d'une planète avec une grosse avance technologique, mais il a quand même du mal à comprendre les terriens.
- Schnouf est un chien terrien, il apprécie la compagnie de cette être venu d'une autre planète.

## Publication

### Revues
La série a été publiée dans le journal Spirou entre 1983 et 1984.